# Árbol de la Paz

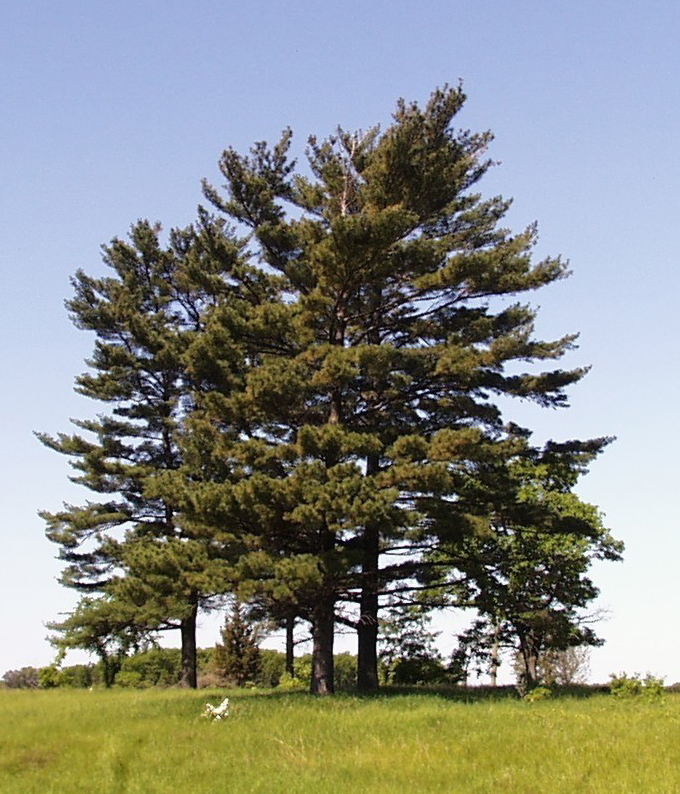
Pino de Weymouth.

El Árbol de la Paz —Tree of Peace en inglés— es un símbolo de paz en la cultura iroqués y en el registro histórico de la diplomacia entre iroqueses y occidentales.
Se trata de un pino de Weymouth —Pinus strobus— que era el símbolo de la Constitución iroquesa conocida como el  Gayanashagowa o Gran Ley de la Paz dada por El Gran Pacificador y su seguidor Hiawatha al pueblo iroqués cientos de años antes del descubrimiento de América.
En su ritual las armas eran enterradas bajo un árbol para sellar un acuerdo de paz. Debido a sus características hojas agrupadas en grupos de cinco se convirtió en el símbolo de las cinco naciones que se unieron como una sola Confederación Iroquesa . 
Entre 1710 y 1713, la tribu Tuscarora se vio expulsada fuera de su patria por colonos blancos y se trasladó con la tribu Oneida en el estado de Nueva York. En 1722, se incorporaron oficialmente a la creación de las seis naciones en lugar de cinco naciones.